# Сертифікат Патріота

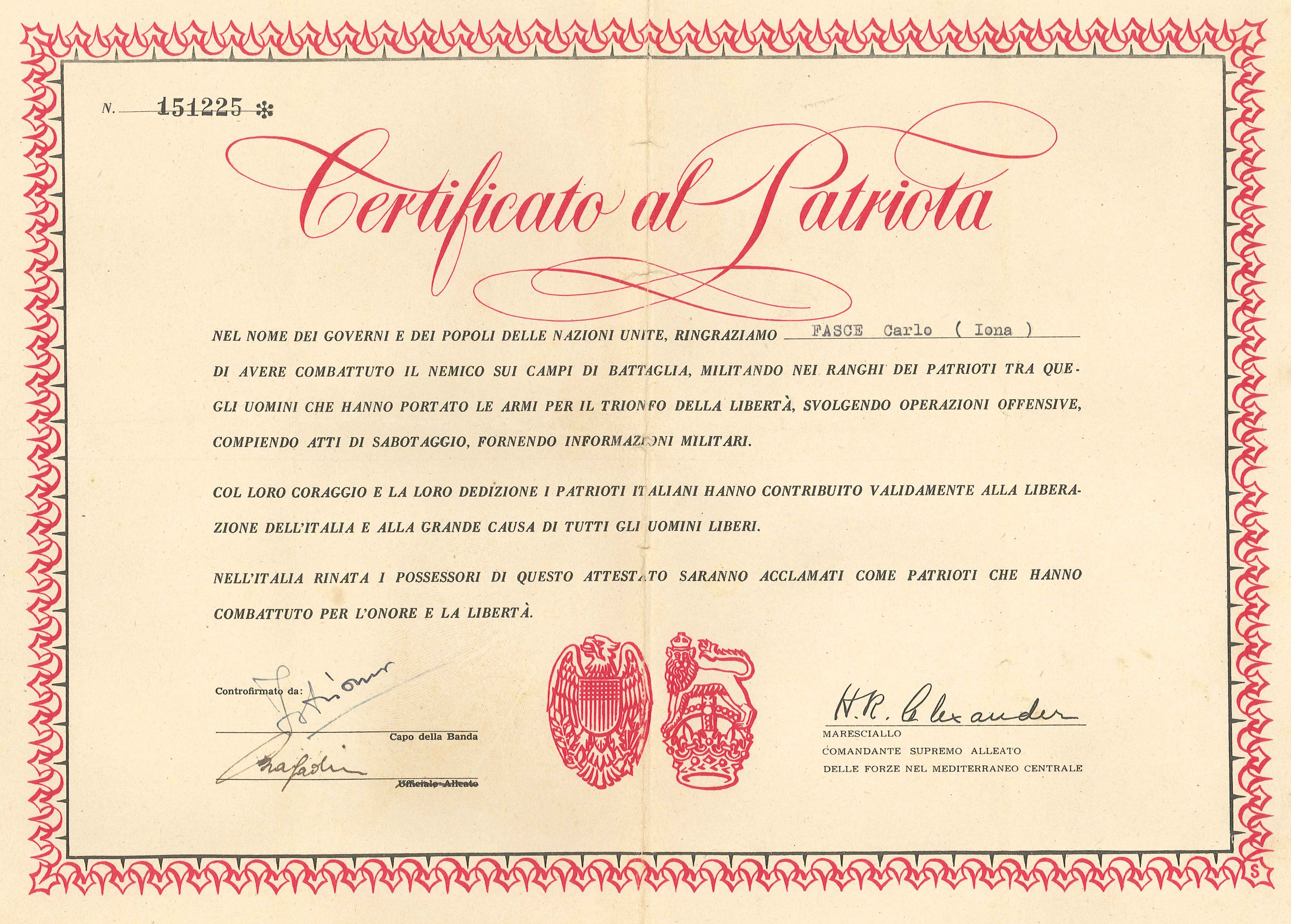
Сертифікат Патріота

Сертифікат Патріота — документ, який був виданий італійським партизанам після закінчення Другої світової війни.
Він також відомий як «Патент Александера», названий ім'ям маршала Гарольда Александера, командувача союзними військами в Італії.
Цей сертифікат був вручений особисто маршалом партизану Нелло Іаккіні, який 26 серпня 1944 року врятував життя маршалу і прем'єр-міністру Великої Британії Вїнстону Черчиллю під час їх візиту в Італію.
Серед тих, хто отримав сертифікат, є також Рафаель Кадорна Юніор, італійський генерал, який воював під час Першої та Другої світових війн. Також він відомий як один з командирів італійського Опору проти німецьких окупаційних військ у північній Італії після 1943 року.

## Текст сертифіката
Від імені урядів і народів Об'єднаних Націй дякуємо [Ім'я] за те, що билися з ворогом на полі бою, служачи в лавах патріотів, людей, які несли зброю в ім'я тріумфу волі, здійснюючи наступальні операції і диверсійні акти, забезпечуючи військову секретну інформацію. Мужність і відданість італійських патріотів внесли цінний внесок у визволення Італії і велику справу всіх вільних людей. У відродженій Італії власники даного сертифікату будуть визнані як патріоти, що боролися за честь і свободу.